# 존 라자르
존 라자르(John LaZar, 1946년 5월 22일 ~ )는 미국의 배우이다.
미국에서 태어났다.

## 영화
- 앨리스 제이콥스 이즈 데드 (2009년)
- 맥시멈 시큐리티 (1997년)
- 오버 더 와이어 (1996년)
- 60피트 센터폴드의 습격 (1995년)
- 허수아비 (1995년)
- 데스스토커 2 (1987년)
- 인형의 골짜기를 넘어서 (1970년)